# Élections législatives de 1997 dans l'Aveyron
Les élections législatives françaises de 1997 se déroulent le 25 mai et le 1er juin 1997. Dans le département de l'Aveyron, trois députés sont à élire dans le cadre de trois circonscriptions.

## Élus
| Circonscription | Député sortant                               | Parti | Parti    | Député élu ou réélu | Parti | Parti    |
| --------------- | -------------------------------------------- | ----- | -------- | ------------------- | ----- | -------- |
| 1re             | Jean Briane                                  |       | UDF (FD) | Jean Briane         |       | UDF (FD) |
| 2e              | Serge Roques                                 |       | UDF (PR) | Jean Rigal          |       | PRS      |
| 3e              | Georges Privat suppléant de Jacques Godfrain |       | RPR      | Jacques Godfrain    |       | RPR      |

## Résultats

### Résultats à l'échelle du département
| Parti          | Parti                              | Premier tour | Premier tour | Second tour | Second tour | Sièges |
| Parti          | Parti                              | Voix         | %            | Voix        | %           | Sièges |
| -------------- | ---------------------------------- | ------------ | ------------ | ----------- | ----------- | ------ |
|                | Union pour la démocratie française | 30 621       | 20,93        | 49 711      | 32,88       | 1      |
|                | Rassemblement pour la République   | 22 872       | 15,63        | 28 277      | 18,70       | 1      |
|                | Divers droite                      | 12 942       | 8,84         |             |             | 0      |
|                | La Droite indépendante             | 3 048        | 2,08         | 0           |             |        |
|                | Droite parlementaire               | 69 483       | 47,49        | 77 988      | 51,58       | 2      |
|                |                                    |              |              |             |             |        |
|                | Parti socialiste                   | 24 436       | 16,70        | 43 162      | 28,55       | 0      |
|                | Parti radical-socialiste           | 22 272       | 15,22        | 30 043      | 19,87       | 1      |
|                | Parti communiste français          | 10 211       | 6,98         |             |             | 0      |
|                | Les Verts                          | 5 558        | 3,80         | 0           |             |        |
|                | Divers gauche                      | 2 193        | 1,50         | 0           |             |        |
|                | Gauche plurielle                   | 64 670       | 44,20        | 73 205      | 48,42       | 1      |
|                |                                    |              |              |             |             |        |
|                | Front national                     | 10 803       | 7,38         |             |             | 0      |
|                | Extrême gauche                     | 1 368        | 0,93         | 0           |             |        |
|                |                                    |              |              |             |             |        |
| Inscrits       | Inscrits                           | 209 932      | 100,00       | 209 737     | 100,00      | 3      |
| Abstentions    | Abstentions                        | 53 790       | 25,62        | 49 486      | 23,59       |        |
| Votants        | Votants                            | 156 142      | 74,38        | 160 251     | 76,41       |        |
| Blancs et nuls | Blancs et nuls                     | 9 818        | 6,29         | 9 058       | 5,65        |        |
| Exprimés       | Exprimés                           | 146 324      | 93,71        | 151 193     | 94,35       |        |

### Résultats par circonscription

#### Première circonscription (Rodez)
| Candidat       | Candidat                  | Parti          | Premier tour | Premier tour | Second tour | Second tour |  |
| Candidat       | Candidat                  | Parti          | Voix         | %            | Voix        | %           |  |
| -------------- | ------------------------- | -------------- | ------------ | ------------ | ----------- | ----------- |  |
|                | Jean Briane sortant réélu | UDF (FD)       | 12 256       | 25,82        | 27 184      | 56,3        |  |
|                | Anne-Christine Her        | PS             | 11 121       | 23,43        | 21 098      | 43,7        |  |
|                | François Rey              | diss. UDF      | 6 475        | 13,64        |             |             |  |
|                | Régine Taussat            | diss. RPR      | 6 467        | 13,63        |             |             |  |
|                | Olivier Carrasco          | FN             | 3 990        | 8,41         |             |             |  |
|                | Marie-Claude Carlin       | Les Verts      | 2 961        | 6,24         |             |             |  |
|                | Guy Drillin               | PCF            | 2 542        | 5,36         |             |             |  |
|                | Paul Vaurs                | LDI (CNIP)     | 847          | 1,78         |             |             |  |
|                | Christophe Boisseau       | US4J           | 801          | 1,69         |             |             |  |
|                |                           |                |              |              |             |             |  |
| Inscrits       | Inscrits                  | Inscrits       | 69 622       | 100,00       | 69 619      | 100,00      |  |
| Abstentions    | Abstentions               | Abstentions    | 19 159       | 27,52        | 18 235      | 26,19       |  |
| Votants        | Votants                   | Votants        | 50 463       | 72,48        | 51 384      | 73,81       |  |
| Blancs et nuls | Blancs et nuls            | Blancs et nuls | 3 003        | 5,95         | 3 102       | 6,04        |  |
| Exprimés       | Exprimés                  | Exprimés       | 47 460       | 94,05        | 48 282      | 93,96       |  |

#### Deuxième circonscription (Villefranche-de-Rouergue)
| Candidat       | Candidat             | Parti          | Premier tour | Premier tour | Second tour | Second tour |  |
| Candidat       | Candidat             | Parti          | Voix         | %            | Voix        | %           |  |
| -------------- | -------------------- | -------------- | ------------ | ------------ | ----------- | ----------- |  |
|                | Jean Rigal élu       | PRS            | 22 272       | 44,32        | 30 043      | 57,15       |  |
|                | Serge Roques sortant | UDF (PR)       | 18 365       | 36,55        | 22 527      | 42,85       |  |
|                | Patrick Rousseau     | PCF            | 4 803        | 9,56         |             |             |  |
|                | André Marçais        | FN             | 2 946        | 5,86         |             |             |  |
|                | Philippe Jean        | LDI (MPF)      | 1 085        | 2,16         |             |             |  |
|                | Jérôme Bournazel     | Divers gauche  | 780          | 1,55         |             |             |  |
|                |                      |                |              |              |             |             |  |
| Inscrits       | Inscrits             | Inscrits       | 71 143       | 100,00       | 71 138      | 100,00      |  |
| Abstentions    | Abstentions          | Abstentions    | 17 611       | 24,75        | 15 835      | 22,26       |  |
| Votants        | Votants              | Votants        | 53 532       | 75,25        | 55 303      | 77,74       |  |
| Blancs et nuls | Blancs et nuls       | Blancs et nuls | 3 281        | 6,13         | 2 733       | 4,94        |  |
| Exprimés       | Exprimés             | Exprimés       | 50 251       | 93,87        | 52 570      | 95,06       |  |

#### Troisième circonscription (Millau)
| Candidat       | Candidat                       | Parti          | Premier tour | Premier tour | Second tour | Second tour |  |
| Candidat       | Candidat                       | Parti          | Voix         | %            | Voix        | %           |  |
| -------------- | ------------------------------ | -------------- | ------------ | ------------ | ----------- | ----------- |  |
|                | Jacques Godfrain sortant réélu | RPR            | 22 872       | 47,05        | 28 277      | 56,17       |  |
|                | Alain Fauconnier               | PS             | 13 315       | 27,39        | 22 064      | 43,83       |  |
|                | Gérard Cabillic                | FN             | 3 867        | 7,95         |             |             |  |
|                | André Pérez                    | PCF            | 2 866        | 5,9          |             |             |  |
|                | Gérard Galtier                 | Les Verts      | 2 597        | 5,34         |             |             |  |
|                | Ginette Marchive               | Extrême gauche | 1 368        | 2,81         |             |             |  |
|                | Auguste Triquet                | LDI (MPF)      | 1 116        | 2,3          |             |             |  |
|                | François Aycard                | US4J           | 612          | 1,26         |             |             |  |
|                |                                |                |              |              |             |             |  |
| Inscrits       | Inscrits                       | Inscrits       | 69 167       | 100,00       | 68 980      | 100,00      |  |
| Abstentions    | Abstentions                    | Abstentions    | 17 020       | 24,61        | 15 416      | 22,35       |  |
| Votants        | Votants                        | Votants        | 52 147       | 75,39        | 53 564      | 77,65       |  |
| Blancs et nuls | Blancs et nuls                 | Blancs et nuls | 3 534        | 6,78         | 3 223       | 6,02        |  |
| Exprimés       | Exprimés                       | Exprimés       | 48 613       | 93,22        | 50 341      | 93,98       |  |